# Liten lundpuckeldansfluga
Liten lundpuckeldansfluga (Oedalea tibialis) är en tvåvingeart som beskrevs av Macquart 1827. Liten lundpuckeldansfluga ingår i släktet Oedalea och familjen puckeldansflugor. Arten är reproducerande i Sverige. Inga underarter finns listade i Catalogue of Life.